# Dion Beebe
Dion Beebe (Brisbane, 1968) is een Australisch cameraman en winnaar van onder meer een Oscar voor beste camerawerk, die hij in 2006 kreeg voor zijn werk aan de film Memoirs of a Geisha.
Beebe werd geboren in Brisbane en verhuisde met zijn familie in 1972 naar Kaapstad. Hij volgde tussen 1987 en 1989 een studie cinematografie aan de Australian Film Television and Radio School. Hij is lid van de Australian Cinematographers Society (A.C.S.) en de American Society of Cinematographers (A.S.C.). Beebe won naast een Oscar verscheidene andere prijzen, waaronder twee British Academy Film Awards voor beste camerawerk voor dat in de films Collateral in 2005 (samen met Paul Cameron) en Memoirs of a Geisha in 2006 en een Satellite Award voor beste camerawerk voor de film Nine in 2009.

## Filmografie
- 1992: Crush
- 1995: Vacant Possession
- 1996: Floating Life
- 1996: What I Have Written
- 1998: Praise
- 1998: Memory & Desire
- 1999: Holy Smoke
- 2000: Forever Lulu
- 2000: The Goddess of 1967
- 2001: Charlotte Gray
- 2002: Equilibrium
- 2002: Chicago
- 2003: In the Cut
- 2004: Collateral (met Paul Cameron)
- 2005: Memoirs of a Geisha
- 2006: Miami Vice
- 2007: Rendition
- 2009: Land of the Lost
- 2009: Nine
- 2011: Green Lantern
- 2013: Gangster Squad
- 2014: Edge of Tomorrow
- 2014: Into the Woods
- 2016: 13 Hours: The Secret Soldiers of Benghazi
- 2017: The Snowman
- 2018: Mary Poppins Returns
- 2019: I Am Woman
- 2019: Gemini Man
- 2023: The Little Mermaid

## Academy Award-nominaties
- 2003: Chicago
- 2006: Memoirs of a Geisha (gewonnen)